# Middle-Cascade-Gletscher
Der Middle-Cascade-Gletscher liegt im Wenatchee National Forest im US-Bundesstaat Washington nördlich des Spider Mountain und östlich des Mount Formidable. Der Middle-Cascade-Gletscher endet in einem bemerkenswerten Eissturz, der sich verjüngt und schließlich einen oberen von einem unteren Teil des Gletschers trennen könnte. Der Middle-Cascade-Gletscher ging zwischen 1979 und 2005 um 260 Meter zurück. Der kleinere Spider Glacier liegt unmittelbar südöstlich des Middle-Cascade-Gletschers.